# Nastri d'argento 1967
Els Nastri d'argento 1967 foren la 22a edició de l'entrega dels premis Nastro d'Argento (Cinta de plata) que va tenir lloc el 1967.

## Guanyadors

### Productor de la millor pel·lícula
- Antonio Musu - La Battaglia di Algeri
- Dino De Laurentiis - La Bibbia
- Mario Cecchi Gori - L'armata Brancaleone

### Millor director
- Gillo Pontecorvo - La Battaglia di Algeri
- Alessandro Blasetti - Io, io, io... e gli altri
- Pier Paolo Pasolini - Uccellacci e uccellini

### Millor argument original
- Pier Paolo Pasolini - Uccellacci e uccellini
- Pietro Germi e Luciano Vincenzoni - Signore e signori
- Alessandro Blasetti - Io, io, io... e gli altri

### Millor guió
- Agenore Incrocci, Furio Scarpelli, Pietro Germi i Luciano Vincenzoni - Signore e signori
- Pier Paolo Pasolini - Uccellacci e uccellini
- Franco Solinas - La Battaglia di Algeri

### Millor actor protagonista
- Totò - Uccellacci e uccellini
- Enrico Maria Salerno - Le stagioni del nostro amore
- Vittorio Gassman - L'armata Brancaleone

### Millor actriu protagonista
- Lisa Gastoni - Svegliati e uccidi
- Rosanna Schiaffino - La strega in amore

### Millor actriu no protagonista
- Olga Villi - Signore & signori
- Monica Vitti - Le fate

### Millor actor no protagonista
- Gastone Moschin - Signore & signori
- Enrico Maria Salerno - L'armata Brancaleone

### Millor banda sonora
- Carlo Rustichelli - L'armata Brancaleone
- Gillo Pontecorvo - La battaglia di Algeri
- Ennio Morricone - Uccellacci e uccellini

### Millor fotografia en blanc i negre
- Marcello Gatti - La battaglia di Algeri
- Dario Di Palma - Un uomo a metà
- Dario Di Palma - Le stagioni del nostro amore

### Millor fotografia en color
- Carlo Di Palma - L'armata Brancaleone
- Antonio Climati - Africa addio
- Giuseppe Rotunno - La Bibbia

### Millor vestuari
- Piero Gherardi - L'armata Brancaleone
- Danilo Donati - Madamigella di Maupin
- Maria De Matteis - La Bibbia

### Millor escenografia
- Mario Chiari - La Bibbia
- Sergio Canevari - La battaglia di Algeri
- Piero Gherardi - L'armata Brancaleone

### Millor pel·lícula estrangera
- Claude Lelouch - Un homme et une femme
- Tony Richardson - La soledat del corredor de fons (The Loneliness of the Long Distance Runner)
- Miloš Forman - Els amors d'una rossa (Lásky jedné plavovlásky)